# جونگ بیونگ-گیل
جونگ بیونگ-گیل (انگلیسی: Jung Byung-gil؛ زادهٔ ۷ اوت ۱۹۸۰) کارگردان فیلم، و فیلم‌نامه‌نویس اهل کره جنوبی است.  از آثار کارگردانی او می‌توان به فیلم‌های؛ پسران اکشن (۲۰۰۸)، اعتراف به قتل (۲۰۱۲)، دختر شرور (۲۰۱۷) و کارتر (۲۰۲۲) اشاره کرد.